# 德雷安
36°41′N 7°45′E / 36.683°N 7.750°E

法属阿尔及利亚時期的德雷安市徽

德雷安（阿拉伯语：‎），是阿爾及利亞的城鎮，位於該國東北部，由塔里夫省負責管轄，是德雷安區的首府，面積48平方公里，海拔高度8米，2008年人口37,686，人口密度每平方公里785人。
其著名之處是為諾貝爾文學獎得主卡繆的出生地。